# Язык как инстинкт
«Язык как инстинкт» (1994) — книга, написанная Стивеном Пинкером для широкого круга читателей. В ней автор выдвигает идею о том, что способности к языку присущи человеку с рождения. Он опирается на идею Ноама Хомского о том, что в основе всех человеческих языков лежат единые грамматические принципы. В заключительной части книги Пинкер объясняет феномен человеческого языка как инстинкта, отходя от скептических воззрений Хомского на то, что эволюционная теория может объяснить языковую способность.

## Основные положения
Пинкер опровергает некоторые распространённые суждения относительно языка: о необходимости обучения детей родному языку, о скудности грамматических знаний большинства людей, о постоянном снижении качества языка, о значительном влиянии языка на образ мышления, о том, что животных возможно научить языку. Автор утверждает, что все эти представления ошибочны. Он предлагает рассматривать язык как исключительную способность людей, возникшую в ходе эволюции для решения специфических проблем коммуникации в первобытных обществах охотников и собирателей. Язык сравним с другими вариантами адаптации живых существ — пауки плетут паутину, бобры строят плотины, также повинуясь инстинкту.
В качестве доказательства универсального характера языка Пинкер рассматривает спонтанное усвоение детьми грамматических правил даже в смешанной культурной среде, где нет формализованной грамматики. Глухие дети выражают руками то, что слышащие передают с помощью голоса, и самостоятельно изобретают язык жестов с правильной грамматикой, которая шире примитивного «Я Тарзан, ты Джейн». Язык (речь) также развивается в отсутствие формализованных правил или исправления родителями грамматических ошибок детей. Эти факты подтверждают, что язык является врождённой способностью, а не изобретением человека. Пинкер также разделяет язык и способность рассуждать, подчёркивая, что это не просто особенность развитого ума, но своего рода «ментальный модуль». Он выделяет лингвистическое понятие грамматики как зависимости элементов языка и формализованные правила, как например, грамматические правила американского английского. Автор утверждает, что если правила вроде «Английское предложение не может начинаться с предлога»  требуют дополнительных разъяснений, они не соответствуют потребностям живого общения, поэтому от них следует отказаться. Вместо нормативной грамматики он предлагает рекомендательные правила, повышающие ясность изложения.
Пинкер пытается проследить суть языка как инстинкта, ссылаясь на собственные исследования процесса усвоения языка детьми, на труды других лингвистов и психологов, а также опираясь на многочисленные примеры из области культуры. К примеру, он отмечает, что некоторые повреждения мозга приводят к специфическим нарушениям речи — афазии Брока, афазии Вернике — когда затруднено понимание некоторых грамматических конструкций. В этом случае в детстве у человека возникает критический для развития речи период, равно как возникает критический период для развития зрения у котят. Многие положения книги основаны на теории Хомского об универсальной грамматике, принципы которой характерны для всех человеческих языков. Пинкер объясняет, что универсальная грамматика основана на способности некоторых структур человеческого мозга к распознаванию общих законов речи других людей: ставится ли в языке определение до или после определяемого слова и других. Это обусловливает процесс стремительного усвоения языка, для которого не существует объяснения с позиции логики. Такая способность к усвоению существует только в определённом детском возрасте, затем она утрачивается, освобождая ресурсы мозга по причине его высокой энергоёмкости.

## Развитие
В книге «Атомы языка» Марк Бейкер, развивая гипотезу Пинкера, ставит мысленный эксперимент о биологической конкурентоспособности индивидов с тремя различными вариантами генов: с врождёнными и предварительно заданными грамматическими параметрами (homo rigidus), с отсутствием врождённых грамматических параметров (homo whateverus) и с врождёнными, но не «предустановленными» параметрами, то есть с возможностью выбора одного из противоположных вариантов для каждого параметра (homo parametrus). Бейкер приходит к выводу о биологической перспективности и конкурентоспособности только первого из трёх рассмотренных гипотетических генов.